# Granta
Granta é uma revista literária britânica, fundada em 1889.

## História
Criada por estudantes da Universidade de Cambridge, inicialmente publicava artigos sobre política e assuntos ligados à universidade. O título (originalmente The Granta) foi tirado do antigo nome do Rio Cam, que corta a cidade de Cambridge. Ao longo das décadas seguintes, lançou autores como Michael Frayn, Ted Hughes, A. A. Milne e Sylvia Plath, todos alunos de Cambridge.
Em 1979, depois de um período de dificuldades financeiras, foi relançada como uma revista destinada a jovens autores, deixando os muros da universidade. O primeiro número da nova fase trazia textos de Paul Auster e Susan Sontag. Passou a abrigar escritores como Martin Amis, Julian Barnes, Saul Bellow, Angela Carter, Nadine Gordimer, Milan Kundera, Doris Lessing, Ian McEwan, Gabriel García Márquez e Salman Rushdie.

### Edições internacionais
A partir de 2009, a revista iniciou um processo de internacionalização, lançando edições em espanhol, búlgaro, português (em parceria com a Alfaguara, selo da editora Objetiva), norueguês, sueco e chinês.
Em 2012, publicou uma edição especial com escritores brasileiros, intitulada Os melhores jovens escritores brasileiros. A antologia apresentou obras de Tatiana Salem Levy e Daniel Galera, entre outros.
Em 2013 nasce a edição portuguesa da revista, publicada pela editora Tinta-da-china e sob a direcção de Carlos Vaz Marques. A Granta em língua portuguesa é codirigida, desde 2019, por Pedro Mexia e Gustavo Pacheco.

#### Os melhores jovens escritores brasileiros

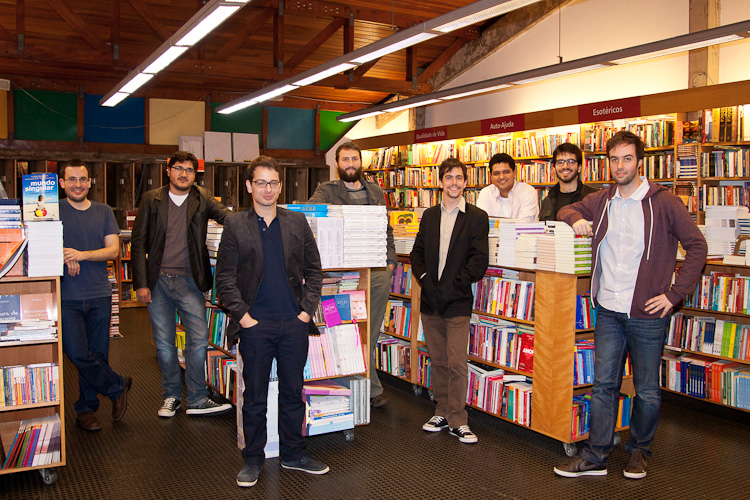
Da esquerda para a direita: Antonio Prata, Javier Arancibia, Leandro Sarmatz, Julian Fuks, Antonio Xerxenesky, Vinicius Jatoba, Miguel del Castillo e Emilio Fraia. (Foto: Zé Carlos Barretta/Folhapress ILUSTRADA)

Os melhores jovens escritores brasileiros é uma edição especial da revista literária Granta, publicada em 2012 e reunindo 20 contos escritos por autores brasileiros nascidos depois de 1972.
Os contos foram selecionados entre 247 textos inscritos. O júri responsável pela escolha foi formado pelos críticos Beatriz Bracher, Benjamin Moser, Cristovão Tezza, Ítalo Moriconi, Manuel da Costa Pinto, Marcelo Ferroni e Samuel Titan Júnior. Os autores selecionados foram anunciados durante o lançamento oficial da revista, na edição de 2012 da Festa Literária Internacional de Paraty.
Os editores da Granta anunciaram ainda um projeto de publicar a antologia também em inglês, espanhol e chinês, além de lançar uma nova antologia de jovens autores dentro de 10 anos.
Os autores selecionados foram:
- Cristhiano Aguiar - Teresa
- Javier Arancibia Contreras - A Febre do Rato
- Vanessa Barbara - Noites de Alface
- Carol Bensimon - Faíscas
- Miguel del Castillo - Violeta
- João Paulo Cuenca - Antes da Queda
- Laura Erber - Aquele Vento na Praça
- Emilio Fraia - Temporada
- Julián Fuks - O Jantar
- Daniel Galera - Apneia
- Luisa Geisler - O Que Você Está Fazendo Aqui
- Vinicius Jatobá - Natureza-morta
- Michel Laub - Animais
- Ricardo Lísias - Tólia
- Chico Mattoso - Mãe
- Antonio Prata - Valdir Peres, Juanito e Poloskei
- Carola Saavedra - Fragmento de um Romance
- Tatiana Salem Levy - O Rio Sua
- Leandro Sarmatz - Você Tem Dado Notícias
- Antônio Xerxenesky - F para Welles[7]